# Yuki Suzuki
Yuki Suzuki (鈴希ゆき?, Suzuki Yuki; prefettura di Hokkaidō, 9 febbraio 1982) è una cantante giapponese, fondatrice delle YeLLOW Generation.

## Biografia
La carriera di Yuki cominciò con la fondazione della sua prima band, le YeLLOW Generation, avvenuta agli inizi del 2002; con loro acquisì una grande notorietà usando il nomignolo Yuki (ユキ?), registrando e pubblicando in totale due album e nove singoli, prima del loro scioglimento nel 2006. All'interno della band Yuki era la cantante principale, nonché la principale autrice dei testi. Dopo lo scioglimento del gruppo Yuki proseguì la carriera di cantante da solista firmandosi col suo nome completo, Yuki Suzuki (鈴希ゆき?), pubblicando il 29 luglio 2009 il singolo Aka no Kakera (緋色のカケラ?), che venne usato come sigla d'apertura dell'anime 07-GHOST.

## Discografia

### Con le YeLLOW Generation

#### Album in studio
- CARPE DIEM (2002)
- Life-sized Portrait (2005)

#### Raccolte
- GOLDEN☆BEST YeLLOW Generation (2010)

#### DVD
- Kitakaze to Taiyō PV Collection '02 summer (2002)
- Lost Generation PV Collection '02 spring (2002)
- YeLLOW Generation Music Video Collection vol.3 (2005)

#### Singoli
- Lost Generation (2002)
- Kitakaze to Taiyō (2002)
- CARPE DIEM ~Ima, kono Shunkan o Ikiru~ (2002)
- Utakata (2003)
- Yozora ni Saku Hana ~eternal place~ (2003)
- Tobira no Mukō e (2004)
- YELLOW (2005)
- Tritoma (2005)
- Dual (2005)

### Da solista
- Aka no Kakera (2009)